# Partido Comunista de Colombia - Marxista Leninista
El Partido Comunista de Colombia - Marxista Leninista (PCdeC-ML) fue una organización política de extrema izquierda de Colombia, fundado en 1965 como escisión del Partido Comunista Colombiano (PCC). Esta nueva versión abrazaria la idea de la lucha armada (siendo el brazo político del Ejército Popular de Liberación, además de ser ideológicamente fiel al Partido del Trabajo de Albania).

## Ideología
Según sus estatus el PCdeC-ML suscribe la teoría marxista-leninista. Inicialmente se ubicó ideológicamente dentro de la órbita del maoísmo al punto de llegar a ser reconocido oficialmente por el Partido Comunista de China como su partido hermano Colombiano. Pero tras la ruptura sino-albanesa abandonó el maoísmo y se adhirió a la línea ideológica del Partido del Trabajo de Albania.
Actualmente, el Partido Comunista de Colombia Marxista-Leninista reivindica las obras de Marx, Engels, Lenin, Stalin y Hoxha. Apoya la realización de un proceso de revolución democrática antiimperialista que debe orientarse hacia el socialismo. La construcción del socialismo se entiende como una tarea larga y compleja que, como es lógico, exige cambios fundamentales en la conciencia política, en la correlación entre las fuerzas enfrentadas y en la acumulación de experiencias en las diferentes formas de la confrontación de clases. Es preciso remover los obstáculos que se oponen al progreso social, al ejercicio de una democracia verdadera y a la mejora de las condiciones de vida de las mayorías excluidas.
En el orden de la táctica, el Partido plantea:
- Luchar por la defensa de la soberanía nacional, contribuir a la cohesión de los pueblos latinoamericanos y al internacionalismo entre los trabajadores; todo lo cual tiene que ver con el impulso de movilizaciones contra la injerencia del gobierno de los Estados Unidos en los asuntos que son de la incumbencia de nuestros pueblos.

- Rechazar las políticas neoliberales y, por supuesto, contribuir a defender y a mejorar las condiciones de vida de los trabajadores.

- Impulsar las acciones por el ejercicio de una verdadera democracia, el derecho a la vida, a la libertad, a la dignidad y los derechos humanos; contra el terrorismo de Estado, el paramilitarismo y todo tipo de represión en contra de los luchadores populares.

- Promover la unidad en diferentes niveles sociales, como una condición indispensable para realizar las grandes transformaciones que Colombia está necesitando.

Todas las acciones de orden político o social que promueve el Partido están encaminadas a crear condiciones para concretar los cambios previstos de conformidad con el carácter de la revolución  (enlace roto disponible en Internet Archive; véase el historial, la primera versión y la última)..

## Historia

### Años 60's-70's
Sus primeros años estuvieron marcados por las continuas escisiones a su interior ocasionadas por un dogmatismo radical incluso reconocido posteriormente, entre las principales agrupaciones escindidas estuvieron la Tendencia Marxista Leninista Maoísta, el Partido Comunista de Colombia - ML (Línea Proletaria), los Comandos Pedro León Arboleda y la Liga Marxista Leninista.
Su línea política era beligerante con todos los grupos pertenecientes al llamado revisionismo (el Partido Comunista Colombiano, el Bloque Socialista y el Movimiento Obrero Independiente y Revolucionario). Se declaraba antielectoral, y consideraba a la guerra popular prolongada como única vía a la revolución socialista en Colombia. De esta manera creó su propio brazo armado, el Ejército Popular de Liberación (EPL) y a la Juventud Revolucionaria de Colombia (JRdeC) como su facción juvenil.
En 1975 viró hacia la línea estalinista del Partido del Trabajo de Albania, organizada en la Conferencia Internacional de Partidos y Organizaciones Marxista-Leninistas. Construyó a mediados de la década de 1980 la experiencia democrática del Frente Popular, similar a la Unión Patriótica, pero se vieron obligados a abandonar las conversaciones de paz con el gobierno de Belisario Betancur debido al asesinato de muchos de sus militantes; entre ellos, el secretario general, Óscar William Calvo, y el comandante máximo del EPL, Ernesto Rojas. Ambos cargos pasaron a manos de Francisco Caraballo. En septiembre de 1978 el PCdeC-ML se reunió con el Partido Comunista Revolucionario de Chile, del Partido Comunista Marxista Leninista del Ecuador y del Comité Político Nacional del Partido Bandera Roja de Venezuela, esto en un congreso donde intercambiaron puntos de vista sobre la lucha antiimperialista en América Latina.

### Años 80's
En 1984, el Partido Comunista de Colombia - Marxista Leninista participó en los Acuerdos de Corinto, Hobo y Medellín, sumándose a la iniciativa de llegar a una solución pacífica al conflicto. En 1985, el PDdeC-ML también instó a las FARC-EP a participar en el cese al fuego.  A pesar de los intentos de negociación entre autoridades y el EPL, estos acuerdos terminaron cayendo en 1985, teniendo como efecto le regreso de la actividad militar de la guerrilla. En marzo de 1988 se pronunciaron por la masacre de Honduras y La Negra ocurrida a finales de febrero, en Turbo (Antioquia), que dejó como saldo a 20 trabajadores bananeros asesinados, masacre perpetrada por Paramilitares a mando de Fidel Castaño. Durante ese año, el PCdeC-ML acusó al gobierno colombiano de llevar a cabo una guerra sucia contra líderes sociales, guerrilleros y del Frente Popular.

### Años 90
A principio de los años 90, tanto miembros del PCdeC-ML como del EPL buscaron una solución pacífica al conflicto, postura que es observada en los comunicados que la organización lanzaba, propiciando un acercamiento con las autoridades colombianas.
No fue hasta el 15 de febrero de 1991, cuando el 95% de la insurgencia del EPL (dirigida por Bernardo Gutiérrez) y casi todos los miembros del partido, así como su facción juvenil, participaron de una amnistía del gobierno nacional, fundando la organización Esperanza, Paz y Libertad, de corte socialdemócrata, y que funcionó durante un tiempo al interior de la desaparecida Alternativa Democrática M-19.
En marzo de 1998, el Ejército Popular de Liberación participó como observador en los Acuerdos de Viana, acuerdos que sirvieron de acercamiento entre el gobierno y el ELN.
Uno de los primeros frentes disidentes en sobresalir fue el Frente de Guerra Libardo Mora Toro responsable del secuestro del doctor Argelino Durán Quintero, quien falleció durante su cautiverio.
El restante 5%, que siguió bajo el mando de Francisco Caraballo, conservó ambos nombres (PCdeC-ML y EPL) y tuvo que asumir una clandestinidad mayor a la que tradicionalmente tenía. La captura de Caraballo en 1993, la baja de la mayoría de los militantes y la pérdida de sus bases sindicales y sociales ha llevado a que, en el siglo XXI, este partido no tenga vida pública ni política en el país.

### EL PCdeC-ML en el nuevo milenio
La poca militancia existente del PCdeC-ML desarrolla cierto activismo en algunos sectores sindicales y, aunque aún mantienen sus filiaciones internacionales en el Foro de São Paulo y en la Conferencia Internacional de Partidos y Organizaciones Marxista-Leninistas. En junio del 2000, el PPdeC-ML organizó el XV Congreso del Partido Comunista Colombiano, esto tratando de reconstruir su base social. En esta etapa, el partido trata de rearmar su base de apoyo, separándose de los grupos disidentes.
Estas organizaciones no apoyan la lucha armada ni apoyan guerrilla alguna en Colombia ya que la disidencia del EPL, asentada en la región del Catatumbo, se convirtió en una Banda Criminal (Bacrim) o Grupo Armado Organizado (GAO) gracias a sus negocios relacionados al narcotráfico; de hecho, esta disidencia pasó a ser conocida desde mayo de 2016 por el gobierno colombiano con un nuevo nombre: Los Pelusos, convirtiéndose en objetivo para las Fuerzas Militares.
No fue hasta agosto de 2004 que el PCdeC-ML lanzó un comunicado en reacción a la implementación del Plan Patriota, el cual lo ven como una amenaza para líderes sindicales y guerrilleros, rechazando que este plan sea en beneficio de los colombianos. Además el PCdeC-ML observa el gobierno de Álvaro Uribe como un mandato desastroso y la cual no ha dejado de golpear a la insurgencia. Durante el 2005, el partido mostró una actividad mayor, lanzando comunicados que instaban a organizaciones sociales y sociedad en general a manifestarse especialmente durante los paros que hubo en ese mismo año. En 2007, siguió sacando comunicados en relación con las elecciones de 2006 y convocando a la autoorganización y el rechazo al Plan Patriota. Durante el XVI congreso del PCdeC-ML (en febrero de 2008) algunas disidencias discutían la necesidad de regresar a la "lucha armada". Además se pronunció acerca de las elecciones regionales de 2007.
En este periodo el PCdeC-ML el grupo llama a un cese al fuego entre el gobierno y las disidencias, haciéndolos ver como un grupo insurgente, y no como una Banda Criminal (Bacrir)im. A fines de 2008 el PCdeC-ML se pronunció sobre la crisis de las pirámides, en la cual empresas estafadoras fueron intervenidas por el Gobierno de Colombia, teniendo estas organizaciones vínculos con importantes empresarios y políticos nacionales. En diciembre del 2008, el PCdeC-ML se pronunció por el homicidio del dirigente indígena Edwin Legarda y su acompañante a manos de elementos del ejército.
Durante inicios de 2009, el PCdeC-ML se pronunció sobre las operaciones israelíes a principios de año, y el golpe de Estado de Honduras y otros sucesos regionales el mismo año.
A principios de la siguiente década, el PCdeC-ML siguió con su actividad política. En marzo de 2013, el PCdeC-ML se pronunció por la muerte de Hugo Chávez. Al año siguiente, el PCdeC-ML se pronunció por el secuestro y asesinato del activista Gustavo Salgado Delgado.

### Renovada actividad armada y distanciamiento del EPL
En 2005 aparece el Frente Libardo Mora en Teorama, Convención, San Calixto y Ocaña, comandado por 'Megateo', alejándose del PCCdeML, y dedicándose al narcotráfico aunque seguían publicando el periódico Revolución y aparentemente mantenían la estructura política clandestina. A fines de septiembre de 2008, el EPL se pronunció por el escándalo de los falsos positivos, los cuales mencionó como una muestra de "terrorismo de estado". En marzo de 2017, el Frente de Guerra Libardo Mora Toro se pronunció sobre el secuestro de la ingeniera Yuri Katherine Higuera, reivindicando su estatus como guerrilla. En marzo del siguiente año, el PCdeC-ML se pronunció sobre los enfrentamientos en la región del Catatumbo, entre remanentes del EPL y el ELN, las cuales dejó cientos de desplazados y cerca de 6 muertos. En este punto, la actividad del Frente Libardo Mora Toro aumento su actividad, tratando de legitimarse como una guerrilla.
Aun así, la guerrilla del Ejército de Liberación Nacional, ELN, hizo un llamado al PCdeC-ML para retomar el control del EPL, debido a la guerra que esta disidencia le declaró al ELN desde el 20 de marzo de 2018 en la Región del Catatumbo (Norte de Santander).

### Publicaciones
- Editan la revista teórica Orientación y el periódico Revolución, el cuál llegó a ser difundido fuera del país.[75]